# Silvia Gherardi
Silvia Gherardi (* 9. Dezember 1949) ist seit 2000 Professorin an der Universität Trient in Norditalien (Università degli Studi di Trento / Dipartimento di Sociologia e Ricerca Sociale).

## Werdegang
1974 erhielt Gehrardi ihren Laurea in Soziologie. Von 1976 bis 78 arbeitete Gherardi als Forschungsstipendiat an der Universität Trient und wurde dann fest angestellte Forschungsmitarbeiterin bis 1992. Ab 1992 arbeitete sie als außerordentliche Professorin in Trient und erhielt 2000 die volle Professorenwürde. Im Rahmen der Research Unit on Communication, Organizational Learning, and Aesthetics (RUCOLA) organisiert Gherardi Forschungsgruppen und koordiniert die Arbeit.
Neben ihren Lehr- und Forschungsaktivitäten engagierte sich Frau Gherardi in European Group for Organizational Studies (EGOS), wo sie 1997 bis 2000 dem Board vorsass. Weiterhin ist sie als Redakteurin an verschiedenen wissenschaftlichen Journalen beteiligt, unter anderem Economic and Industrial Democracy, Organization Studies, Gender, Work and Organization, Journal of Management Studies, Culture and Organization, Leadership, Qualitative Sociology Review, Equal Opportunities International und anderen.

## Forschungsinteressen
Gherardi interessiert sich für die Anwendung von sozialwissenschaftlichen Erkenntnissen, Lernen und Wissen im Zusammenhang mit der Arbeitswelt, Gender Studies, Arbeitsbedingungen, Corporate Social Responsibility (CSR), allgemeine Organisationsstudien, Entscheidungsprozesse, neue Technologien und versuchte sich an der Entwicklung eines soziologischen Forschungsansatzes für praxisbasierte Studien. Sie entwickelte dabei ihre eigenen Methoden in der Forschung. Beispielsweise verwendet sie eine Methode, in der sie Befragungen durchführt, was ein anderer tun müsste, damit er den Job des Befragten ohne Aufsehen ausführen könnte. Neben solchen methodischen Interessen zeigte Gherardi auch ein Interesse in die kognitiven Aspekte von Organisationen und Berufsgruppen. Darüber hinaus erforschte sie kulturell differenzierte Praktiken des Genderings und der Diskriminierung von Minderheiten.

## Ehrungen
2005 wurde Gherardi die Ehrendoktorwürde der Universität Roskilde in Dänemark und 2010 ein Ehrendoktor der Universität Ostfinnland verliehen. 2007 wurde sie zum Ehrenmitglied der EGOS ernannt.

## Bibliografie
43 Arbeiten von Gherardi in 87 Veröffentlichungen wurden in insgesamt drei Sprachen übersetzt und werden von über 1400 Bibliotheken weltweit angeboten.
- Silvia Gherardi und Antonio Strati (2013) Learning and Knowing in Practice-Based Studies, Edward Elgar Publishing.
- Silvia Gherardi (2012) How to Conduct a Practice-Based Study: Problems and Methods, Edward Elgar Publishing.
- Silvia Gherardi und Davide Nicolini (2006) Organizational Knowledge: The Texture of Workplace Learning (Organization and Strategy), John Wiley & Sons.
- Davide Nicolini, Silvia Gherardi und Dvora Yanow (2003) Knowing in Organizations: A Practice-Based Approach, M E Sharpe Inc.
- Silvia Gherardi (1995) Gender, Symbolism and Organizational Cultures, Sage Publications.